# Giovanni Battista Casali del Drago
Giovanni Battista Casali del Drago (Roma, 30 de janeiro de 1838 - 17 de março de 1908) foi um cardeal italiano da Igreja Católica, Patriarca Latino de Constantinopla.

## Vida
Casali del Drago veio de uma nobre família romana. Seu pai era o marquês Raffaele Casali del Drago, sua mãe Carlotta Barberini Colonna era prima do cardeal Flavio Chigi (Cardeal, 1810). Em 22 de dezembro de 1860, foi ordenado sacerdote em Roma . 1895 Recebeu o Cardeal Secretário de Estado Mariano Rampolla Cardeal del Tindaro a ordenação episcopal e ele se tornou Patriarca Latino de Constantinopla Opel . Pelo Papa Leão XIII. ele foi criado em junho de 1899 cardeal sacerdote com a igreja titular de Santa Maria della Vittoria . No Colégio dos Cardeaisele exerceu 1901/02 o cargo de tesoureiro do Santo Colégio dos Cardeais . Ele participou do conclave em 1903 , do qual Pio X emergiu como papa.

## Link Externo
- «The Cardinals of the Holy Roman Church» (em inglês)